# Zonotrichia albicollis
El chingolo gorgiblanco (Zonotrichia albicollis), también denominado sabanero de garganta blanca, gorrión de garganta blanca y gorrión gorgiblanco, es una especie de ave paseriforme de la familia Passerellidae que vive en Norteamérica.

## Descripción
El chingolo de cuello blanco mide diecisiete centímetros de largo con una envergadura alar de veintitrés centímetros. Por lo general pesan veinte y seis gramos.
Hay dos variaciones en el plumaje de los adultos conocidas como el rayado marrón claro y el blanco. En la forma blanca la cabeza es negra con una línea blanca en el centro. Los oídos son grises y el borde superior forma una línea negra.
En la forma marrón, la cabeza es de color marrón oscuro aclarándose en una línea al centro. Los oídos son grises o marrones claros y la línea superior es también marrón. Ambas variantes presentan ojos oscuros, cuello blanco, y cuerpo gris y amarillo. Algunos individuos tienen líneas laterales oscuras a cada lado de cuello. 
El pecho tiene mechones grises o marrones y estas mechas continúan por el cuerpo, aunque el vientre es, por lo general, de un tono grisáceo tenue. Las alas son grises con dos líneas blancas distintivas. Los sexos son morfológicamente similares.

## Comportamiento

### Reproducción

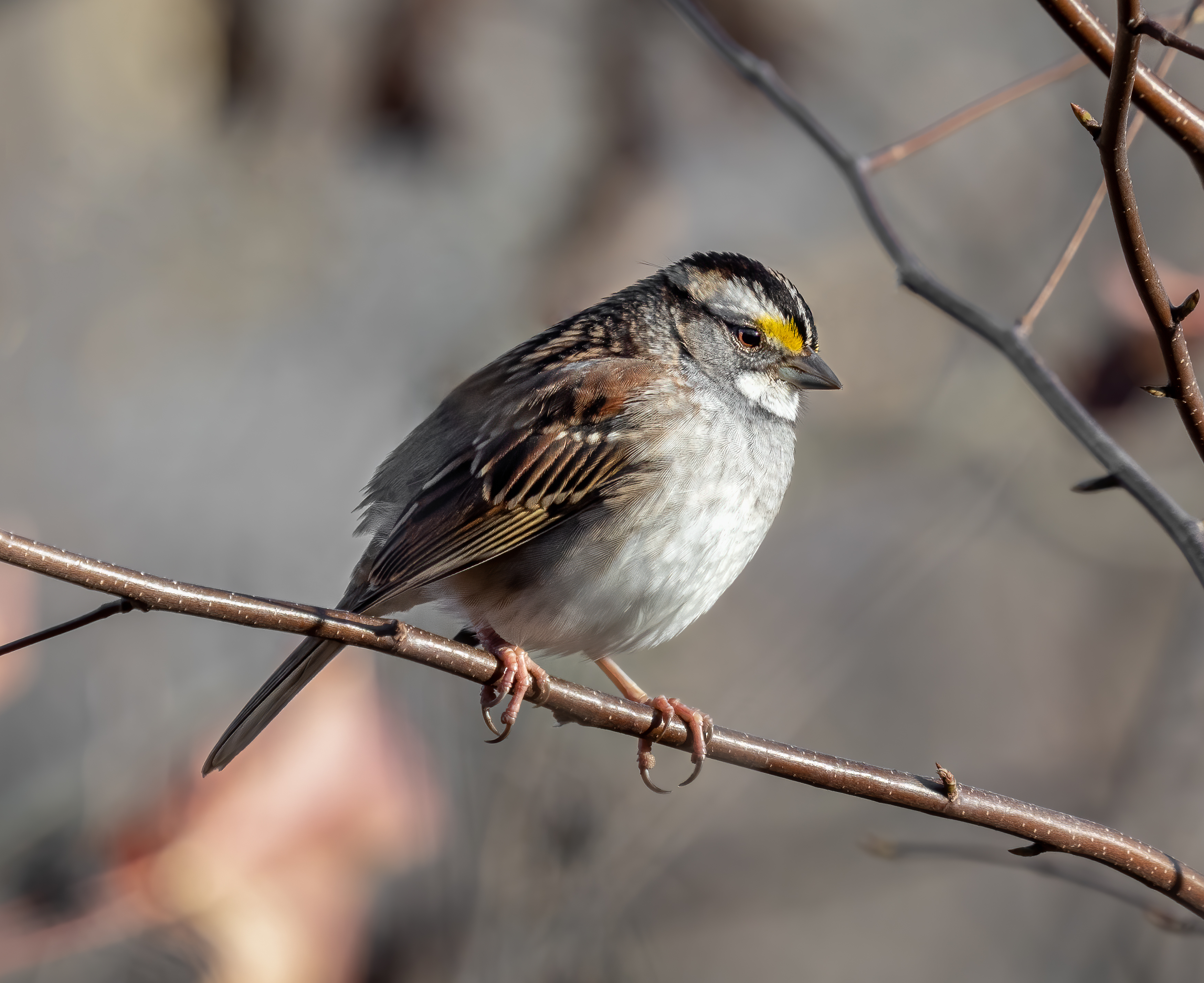
Zonotrichia albicollis en Prospect Park, Nueva York.

Los chingolos de cuello blanco se reproducen en el centro de Canadá y Nueva Inglaterra. Anidan en áreas forestales, cerca del suelo, bajo los arbustos o en las ramas bajas. La hembra pone de tres a cinco huevos de color azul o verde blancuzco.

### Invierno y migración
En invierno, esta ave migra al sur y al este de los Estados Unidos. Raramente se traslada hacia el oeste de Europa, en países como Escocia. 

### Alimentación
El chingolo de cuello blanco se alimenta en el suelo, bajo los matorrales o la vegetación baja. Comen semillas, insectos y frutos.

## Canto
Hay al menos dos cantos distintivos de esta especie. Uno consiste en una nota inicial, seguida por tres o más notas repetidas con un intervalo de aproximadamente un tercio entre cada una. El segundo canto consiste en una nota inicial, una segunda y un final abrupto, coronado por una tercera nota, repetida dos o tres veces, de aproximadamente un tercio menos de duración que las anteriores. Este canto, en los países de habla inglesa de donde proviene el ave, a menudo se lo conoce por el uso de recursos mnemotécnicos con la cadencia de "Po-or Sam Peabody, Peabody, Peabody" (o "O-oh sweet Canada, Canada, Canada"). El ritmo es muy regular, y el timbre puede describirse como mantenido. Estos intervalos musicales sólo son aproximados; para un oído humano la canción a menudo suena fuena de tono. La nota repetida cambia de tono a veces muy imperceptiblemente, contribuyendo a su efecto. 